# Авторамент
Авторамент или Ауторамент (пол. Autorament, от лат. Auctoramentum — оплата фехтовальная) — вид найма войска в Речи Посполитой. 
В 1630-х годах король Владислав IV Ваза провёл реформу наёмного войска, разделив его на автораменты народный и иноземный.

## Авторамент народный
В народный авторамент, то есть войска местной военной традиции, набирали по принципу товариществ. Завербованный товарищ приводил с собой почёт (почт, похолков, пахоликов), коней и челядь. Тактической единицей была хоругвь, которой командовал ротмистр и поручик, а товарищи выполняли роль подофицеров. Вооружение и одежда должно было отвечать требованиям, содержащимся в рекрутских письмах. Такой тип войска начал приходить в упадок после Великой Северной войны с Карлом ХІІ, показав свою неэффективность при столкновениях с современной европейской тактикой и вооружением.
В народный авторамент входили — гусария, панцерные, казацкая кавалерия, лисовчики, польские рейтары и драгуны, литовские татары и пятигорцы, польские, литовские и венгерские гайдуки и выбранцы.

## Иноземный авторамент
Войска иноземного авторамента — это подразделения западно-европейской военной традиции. Вербовка проводилась согласно системе вольного бубна — индивидуального найма. Тактической единицей были регимент и эскадрон, который состояли из нескольких рот и штаба. В таких подразделениях офицерами были преимущественно иностранцы, а подразделения состояли из вольных людей разных национальностей, навербованных в Речи Посполитой. Обмундирование в подразделениях было немецкого типа. С конца XVII века во время правления Августа ІІ и Августа ІІІ иноземный авторамент преимущественно состоял из саксонских подразделений.
В иноземный авторамент входили — немецкие кирасиры, аркебузиры, рейтары, драгуны, немецкая и шотландская пехота.
Даже товарищи из народного авторамента не могли подчиняться офицерам иноземного авторамента.